# Martha Cecilia Ruiz
Martha Cecilia Ruiz (Managua, 25 de noviembre de 1972) es una poetisa, escritora, periodista y activista social nicaragüense.  Dirige el programa radiofónico El País Azul, que se emite en Radio La Primerísima los domingos de 7 a 8 a. m. Ruiz forma parte de la Junta directiva de la Asociación Nicaragüense de Escritoras (ANIDE) como vocal (Período 2015-2018). Ha sido reportera, presentadora y editora de radio, TV y prensa escrita, es consultora en Comunicación y Derechos Humanos. Fundadora del grupo Tres Veces Tres: Tres Mujeres, Tres poetas, Tres periodistas y del Foro de Periodistas Culturales de Nicaragua (FPCN).

## Biografía
Nació en Managua, el 25 de noviembre de 1972. Martha Cecilia Ruiz se graduó como licenciada en Periodismo en la Universidad Centroamericana de Nicaragua, cuenta varios diplomados en Comunicación, derechos de la niñez, género y desarrollo humano también en la Universidad Centroamericana.
Los escritos de Martha Cecilia Ruiz han sido incluidos en varias antologías entre ellas: Mujeres Poetas en el País de las Nubes (2008), De Azul a Rojo. Voces de poetas nicaragüenses del siglo XXI (2011), Nosotras también contamos. Muestra de Narrativa (2013), Esta palabra es nuestra (2014), Hermanas de tinta. Muestra de poesía multiétnica de mujeres nicaragüenses (2014), Antología Cuentos nicaragüense de ayer y hoy (2014), y en 99 Palabras de Mujer. Microrrelatos y otras especies, (2016) entre otras. En el 2016 publicó su primer libro de narrativa breve titulado: Familia de cuchillos (Managua: ANIDE, 2016).

## Trayectoria
Martha Cecilia Ruiz formó parte del equipo de la sección "De Todo un Poco" de Barricada, en el último período del diario. Este suplemento fue creado y dirigido por la escritora Aurora Sánchez "La Cachorra", trabajando junto al reconocido fotágrafo y periodista Orlando Valenzuela.
Martha Cecilia Ruiz desarrolló su carrera en el ámbito de derechos humanos trabajando para diferentes organismos y organizaciones de la sociedad civil como el Fondo de las Naciones Unidas para la Infancia (UNICEF), entre otros.
A inicios de los 2000 fundó el grupo "Tres Veces Tres: Tres Mujeres, Tres poetas, Tres periodistas", junto a Esther Picado y Vilma Duarte. También fundó el Foro de Periodistas Culturales de Nicaragua. Mucha de su obra cuestiona la violencia de género y los mandatos sociales sobre la sexualidad femenina. Ha sido invitada a recitales, talleres, festivales y antologías de cuento y poesía en México y Nicaragua. Dirigió Isonauta ediciones.
Conduce el programa cultural radial “El País Azul” que se transmite desde 2001 en Radio La Primerísima. Desde el fallecimiento del profesor Mario Fulvio Espinosa en abril de 2017, es también la directora del programa. 
Martha Cecilia Ruiz forma parte de la Junta directiva de la Asociación Nicaragüense de Escritoras (Anide) como vocal (Período 2015-2018).  Martha Cecilia Ruiz es usuaria activa en redes sociales, es bloguera activa y también ha experimentado con el dibujo.
Martha Cecilia Ruiz también facilita talleres de encuadernación y escritura creativa en el Taller Watoji Nejapa.

## Publicaciones

### Literarias
Familia de Cuchillos. ANIDE. Managua, 2016.

### Antologías
- Antología Mujeres Poetas en el País de las Nubes. Centro de Estudios de la Cultura Mizteca. México, 2008.
- De Azul a Rojo. Voces de poetas nicaragüenses del Siglo XXI. Selección de Luis Alberto Ambroggio. Managua, 2011.
- Nosotras también contamos. Muestra de Narrativa. ANIDE. Managua, 2013.[3]
- Esta palabra es nuestra. ANIDE. Managua, 2014.
- Hermanas de tinta. Muestra de poesía multiétnica de mujeres nicaragüenses. ANIDE. Managua, 2014.
- Antología Cuentos nicaragüense de ayer y hoy. Lacayo, Chamorro César y Valle-Castillo. EEUU, 2014.
- 99 Palabras de Mujer. Microrrelatos y otras especies. Marianela Corriols editora. Managua, 2016.[4]

## Citas sobre su obra
"Además de los cinco sentidos, por así decirlo, tradicionales, Martha Cecilia Ruiz posee, como mínimo, tres más: del humor, de la palabra y de la equidad de género. Familia de cuchillos –su debut editorial en libro– lo demuestra con meridiana claridad". Helena Ramos Rounova.

"Familia de Cuchillos es un filo que huele a revuelo, crítica, ironía, sangre, amor, desamor, vida y muerte. Los microrrelatos, relatos breves y cuentos se han ido ordenando ‘in crescendo’, disparando poco a poco su carga de palabras. Los une la temática de los roles y las inequidades de género que afectan principalmente a las mujeres, con su gran carga de violencia. En este primer libro de cuentos, aparece la fuerte Martha-Matilda, vislumbrada por Carlos Martínez Rivas, con una espada desenvainada e irónica apuntando a todos los flancos débiles de la doble moral, la inequidad y la violencia de género” Marianela Corriols.

"Martita es luminosa, terca, vehemente, animosa y alegre.  Estos dones se aprecian de una manera más profunda en la venturosa aventura de conocerla. Tengo que decir que de esta mujercita linda, lista y vivaracha he aprendido muchas cosas ─que uno nunca termina de aprender─, y no se puede aprender en tanto menosprecie a su prójima y prójimo creyendo que ya lo sabemos todo y no imaginamos que exista alguien que nos enseñe más. Martita ha realizado en mí un magisterio donde campean valores que he tenido que adoptar para ser feliz en la realidad y sus múltiples y distintas facetas.  Compañeros de trabajo y de utopías, seguimos haciendo camino y vida, dejando atrás el abatimiento y la desesperanza.

Su estilo narrativo siempre nos tiene en vilo y nos conduce por la ruta del suspenso. En esto me recuerda alguna cosa que aprendí en mis primeros años de estudios de Periodismo.  La famosa “Entrada de suspenso o de Stacatto”. Se trataba de atraer la atención del lector dándole datos a cuenta gotas, in crescendo, de un misterio intrincado. Pistas indefinidas que después terminaban en la solución explosiva del crimen o la tragedia. Datos que se complicaban en el cuerpo de la noticia, y que terminaban en el cierre con un final que a lo mejor era el menos esperado.

En “Familia de Cuchillos” Martita ─como una Agatha Christie─, nos lleva, en la mayoría de sus relatos, por ese camino del suspenso aunque en muchos de ellos nos niega el desenlace. Así caemos en la trampa de Martita, de intuir, de pensar, de masacrar con la mente el final de su historia, que es llegar a la conclusión donde ella quiere llevarnos de la manera más fácil". Profesor Mario Fulvio Espinozsa (1933-2017).